# Itagaki Taisuke
El Conde Itagaki Taisuke (板垣 退助?  Provincia de Tosa, 21 de mayo de 1837 - Tokio, 16 de julio de 1919) fue un político japonés y líder del Movimiento de la Libertad y de los Derechos Populares (自由民権運動 jiyū minken undō?), grupo que evolucionó como el primer partido político de Japón.

## Biografía

### Primeros años
Nació de una familia de samurái de clase media, en la provincia de Tosa (actual prefectura de Kōchi). Después de estudiar en las ciudades de Kōchi y Edo, fue nombrado sobayonin (consejero local) del daimyō de Tosa, Yamauchi Toyoshige, y se encargó de la contabilidad y de los asuntos militares de la provincia en la residencia de Edo en 1861. Era contrario a la política oficial de kobu gattai (reconciliación entre la Corte Imperial y el Shogunato Tokugawa), y entre 1867 y 1868, se encontró con Saigō Takamori de la provincia de Satsuma, y acordaron la adhesión de las fuerzas de Tosa en el derrocamiento del Shōgun para dar comienzo a la Restauración Meiji. Durante la Guerra Boshin, se consolidó como la principal figura política de Tosa, y reclamó un lugar en el nuevo gobierno Meiji después de la derrota de los Tokugawa.

### De estadista Meiji a agitador liberal
Itagaki fue asignado Consejero del Estado en 1869, y estuvo involucrado en varias reformas importantes, como la abolición del sistema han en 1871. Como sangi (consejero), se encargó del gobierno temporalmente durante la ausencia de la Misión Iwakura. Sin embargo, renunció al gobierno Meiji en 1873 por mostrarse en desacuerdo con la política gubernamental de restricción sobre Corea (Seikanron) y, en mayor parte, por su oposición al dominio de los clanes de Chōshū y Satsuma en el nuevo gobierno.
En 1874, en colaboración con Goto Shojiro de Tosa y Eto Shinpei y Soejima Taneomi de Hizen, formaron el Aikoku Koto (Partido Público de los Patriotas); Itagaki declaró: “Nosotros, los treinta millones de personas en Japón somos totalmente iguales en la entrega de ciertos derechos definitivos, sobre de los cuales están el disfrute y la defensa de la vida y la libertad, el adquirir o poseer una propiedad, y de obtener un sustento y la búsqueda de la felicidad. Estos derechos son por naturaleza consagrados a todos los hombres, y, en consecuencia, no pueden ser tomados por el poder de otro hombre.”
Este movimiento antigubernamental fue apoyado por los remanentes de la clase samurái que estaba descontenta con el nuevo gobierno, de la aristocracia rural (que estaba resentida por el sistema tributario centralizado) y de los campesinos (que estaban descontentos con los altos precios y los bajos salarios). La participación de Itagaki con ideas liberales fue considerado una legitimidad política en Japón, y se convirtió en un líder que propugnaba la reforma democrática.
Itagaki aprovechó creando una variedad de organizaciones que fusionaban en estilo cultural de los samurái con el liberalismo occidental, el reclamo de una asamblea nacional, una constitución escrita y límites al exceso de poder del gobierno. Entre estos movimientos incluían el Risshisha (Movimiento de Autoayuda) y el Aikokusha  (Sociedad de Patriotas) en 1875. Después de superar algunos problemas, el Aikokusha fue restablecido en 1878 y fundó el Movimiento de la Libertad y de los Derechos Populares. Dicho movimiento causó la ira entre el gobierno y sus defensores. En 1882, Itagaki sobrevivió a un intento de asesinato de parte de un militante de derecha.

### Líder del Partido Liberal

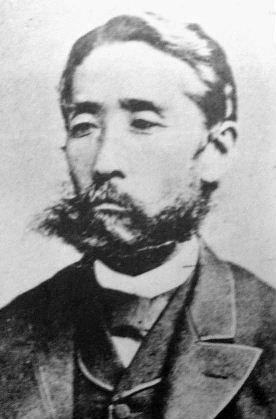
Conde Itagaki Taisuke.

Los líderes de gobierno se reunieron en la Conferencia de Osaka de 1875, tentando a Itagaki para que retomara el cargo de sangi (consejero); sin embargo, renunció un par de meses después al observar que había una concentración excesiva de poder en el Genrōin.
En 1881 Itagaki creó el Partido Liberal (Jiyūto) junto con Numa Morikazu, y, en colaboración con el movimiento Rikken Kaishintō, calmaron el descontento popular en todo el país en el período de 1880 a 1884. En esta época, se desarrolló una separación en el movimiento entre los miembros de la clase baja y los líderes aristócratas del partido. Itagaki estuvo involucrado en una polémica cuando él decidió viajar a Europa, con la sospecha de que dicho viaje había sido financiado por el gobierno. En consecuencia, proliferaron grupos radicales que se separaron de la organización, que minaron con la unidad del partido y del movimiento. 
El 20 de octubre de 1884 fue disuelto el Partido Liberal, y fue restablecido brevemente antes de la apertura de la Dieta Imperial en 1890 con el nombre de Rikken Jiyūto.

### Últimos años
Itagaki fue nombrado conde (Hakushaku) en 1884, bajo el sistema de nobleza japonés (kazoku), pero solo lo aceptó bajo la condición de que el título no fuera pasado a sus herederos.
En abril de 1896, fue nombrado Ministro de Interior en la segunda administración del primer ministro Itō Hirobumi. En 1898 se alió con Okuma Shigenobu del partido Shinpotō para formar el partido Kenseitō y el primer gobierno partidista de Japón. Okuma fue nombrado primer ministro e Itagaki continuó trabajando como ministro de Interior. El gabinete colapsó después de cuatro meses de disputas entre las facciones, demostrando la inmadurez de la democracia parlamentaria en Japón en esa época.
Itagaki se retiró de la vida pública en 1900 y pasó el resto de su vida escribiendo. Murió de causas naturales el 16 de julio de 1919.

## Legado

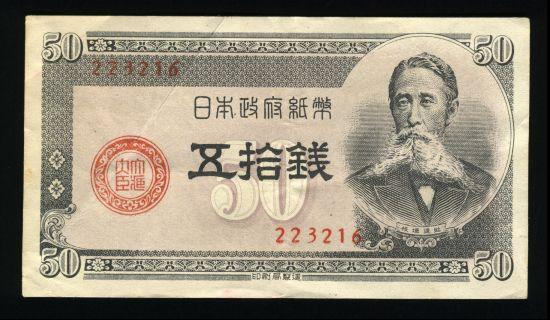
Antiguo billete de 50 sen, mostrando la efigie de Itagaki Taisuke.

Itagaki Taisuke ha sido considerado el primer líder de un partido japonés y un importante exponente del liberalismo del Japón en la Era Meiji.
Su retrato apareció en los billetes de 50 sen y 100 yen emitidos por el Banco de Japón.

## Genealogía
- Inui Clan（Itagaki Clan）　Su nombre del clan es Minamoto (Seiwa-Genji).

En esta casa, El período de Edo era un samurái en el clan de Tosa de la generación a la generación.
Caballero (mayor samurái). Original Itagaki usado "Jiguro-bishi (Kage-hanabishi)" para la cresta familiar con Takeda del efecto para la misma familia. Sin embargo, Inui usó "Kayanouchi Jumonji" (Período de Azuchi - Período de Meiji), "Tosa Kiri" (Período de Meiji - Ahora).
```
　∴Itagaki Suruganokami
Nobukata
　┃
　┣━━━━━━━━━━━━━━━┳━━━━━━━━━━━━━━┓
　┃Itagaki Yajiro　　　　　　　┃Sakayori Seizaburo       ┃Ozo(Itagaki) Nobuyasu's wife
Nobunori                     Masamitsu                 woman
　┃
　┃
　┃Inui Kahei
Masanobu
　┃
　┃
　┃Inui Kinemon
Masayuki
　┃
　┣━━━━━━━━━━━━━━━━━━━━━━━━━━━━━━━━┳━━━━━━━━┓
　┃Inui Yosobei　　　　　　　　　　　　　　　　　　　　　　　　　┃Inui Ichirobei┃Inui Gengoro
Masasuke　　　　　　　　　　　　　　　　　　　　　　　　　　　　Masanao　　　　　　　Tomomasa
　┃　　　　　　　　　　　　　　　　　　　　　　　　　　　　　　　　┃
　┣━━━━━━━━━━━━━━━━━┓　　　　　　　　　　　　　　┃
　┃Inui Shoemonnojyo 　　　　　　　┃Inui Jyujiro　　　　　　　┃Inui Shichirozaemon
Masakata　　　　　　　　　　　　　　unknown　　　　　　　　　　　Masafusa
　┃　　　　　　　　　　　　　　　　　┃　　　　　　　　　　　　　　┃
　┣━━━━━━┓　　　　　　　　　　┃　　　　　　　　　　　　　　┃
　┃Inui Kasuke┃Inui Yosozaemon  ┃Inui Tosuke 　　　　　　　┃Inui Yagobei
unknown　　　　Masakiyo　　　　　　unknown　　　　　　　　　　　Yoshikatsu
　　　　　　　　┃　　　　　　　　　　　　　　　　　　　　　　　　　┃
　┏━━━━━━╋━━━━━━━┳━━━━━━━━┓　　　　　　　　┣━━━━━━━━┓
　┃Inui Kasuke┃Inui Dainojyo┃Nakayama Uhyoe┃Inui Shirodayu┃Inui Ichirobei┃Inui Seijiro
Naotake　　　  Naotsuru　　　　Hidenobu　　　　　Tsurumasa　　　Masahide　　　　　　Masanaru
　┃　　　　　　　　　　　　　　　　　　　　　　　　　　　　　　　　┃
　┃　　　　　　　　　　　　　　　　　　　　　　　　　　　　　　　　┃
　┃Inui Jyoemon　　　　　　　　　　　　　　　　　　　　　　　　　┃Inui Takubei
Masaakira　　　　　　　　　　　　　　　　　　　　　　　　　	Masatoshi
　┃　　　　　　　　　　　　　　　　　　　　　　　　　　　　　　　　┃
　┣━━━━━━━━━┓　　　　　　　　　　　　　　　　　　　　　　┣━━━━━━━━┓
　┃Inui Shoemon　　┃Nomoto Kume 　　　　　　　　　　　　　　　┃Inui Sahachi   ┃Motoyama Hikoya
Nobutake　　　　　　Nobuteru　　　　　　　　　　　　　　　　　　Masaharu　　　　　　Shigeyoshi
　┃　　　　　　　　　　　　　　　　　　　　　　　　　　　　　　　　┃
　┣━━━━━━━━━┓　　　　　　　　　　　　　　　　　　　　　　┣━━━━━━━┓
　┃Inui Eiroku 　　┃　　　　　　　　　　　　　　　　　　　　　　┃Inui Yotaro  ┃Inui Ichirobei
Masashige　　　　　　woman　　　　　　　　　　　　　　　　　　　Masakatsu　　　　Masahiro
　┃　　　　　　　　　　　　　　　　　　　　　　　　　　　　　　　　　　　　　　　　┃
　┣━━━━━━━━━┳━━━━━━┳━━┳━━┓　　　　　　　　　　　　　　　　　┃
　┃Itagaki Taisuke ┃Inui Kume ┃　　┃　　┃　　　　　　　　　　　　　　　　　┃Inui
Masakata　　　　　　unknown　　　　woman　woman　woman　　　　　　　　　　　　　　Seishi
　┃　　　　　　　　　　　　　　　　　　　　　　　　　　　　　　　　　　　　　　　　┃
　┣━━━━┳━━━━┳━━━━━┳━━━━┳━━━┳━━┳━┳━┳━━━━┓　　　┣━━━┳━━┓
　┃Itagaki┃Inui   ┃Araki   ┃Itagaki ┃Inui ┃    ┃  ┃  ┃      ┃     ┃Inui ┃    ┃
Hokotaro　 Seishi　 Magozaburo　Masami　Muichi Hyo Gun Yen Chiyoko Ryoko Ichiro Miyoshi Cho
　┃　　　　　　　　　　　　　　　　　　　　　　　　　　　　　　　　　　　　　　　　┃
　┣━━━━┳━━━━━┳━━━━━┓　　　　　　　　　　　　　　　　　　　　　　　┃
　┃Itagaki┃Yamanouchi┃Itagaki ┃Ozaki 　　　　　　　　　　　　　　　　　　　 ┃Takaoka
Takeo　　　Morimasa　　Syokan　　　Tadashi　　　　　　　　　　　　　　　　　　　　Mariko
　　　　　　┃　　　　　┃
　　　　　　┃　　　　　┣━━━━┳━━━━┓
　　　　　　┃　　　　　┃Akiyama┃Itagaki┃Itagaki
　　　　　woman　　　　Noriko　　Taitaro　Naomaro
　　　　　　　　　　　　　　　　　　　　　　┃
　　　　　　　　　　　　　　　　　┏━━━━┫
　　　　　　　　　　　　　　　　　┃　　　　┃
　　　　　　　　　　　　　　　　woman　　　man
Fuente
"Kai Kokushi". Matsudaira Sadayoshi. 1814. Japón.(Azuchi-Momoyama período parte)
"Kwansei-choshu Shokafu". Hotta Masaatsu, Hayashi jyussai. 1799. Japón.(Azuchi-Momoyama período parte)
"Osamuraichu Senzogaki-keizucho"(Edo período parte)

```